# Diasemiodes janassialis
Diasemiodes janassialis là một loài bướm đêm trong họ Crambidae.